# Попелюшко Василь Олександрович

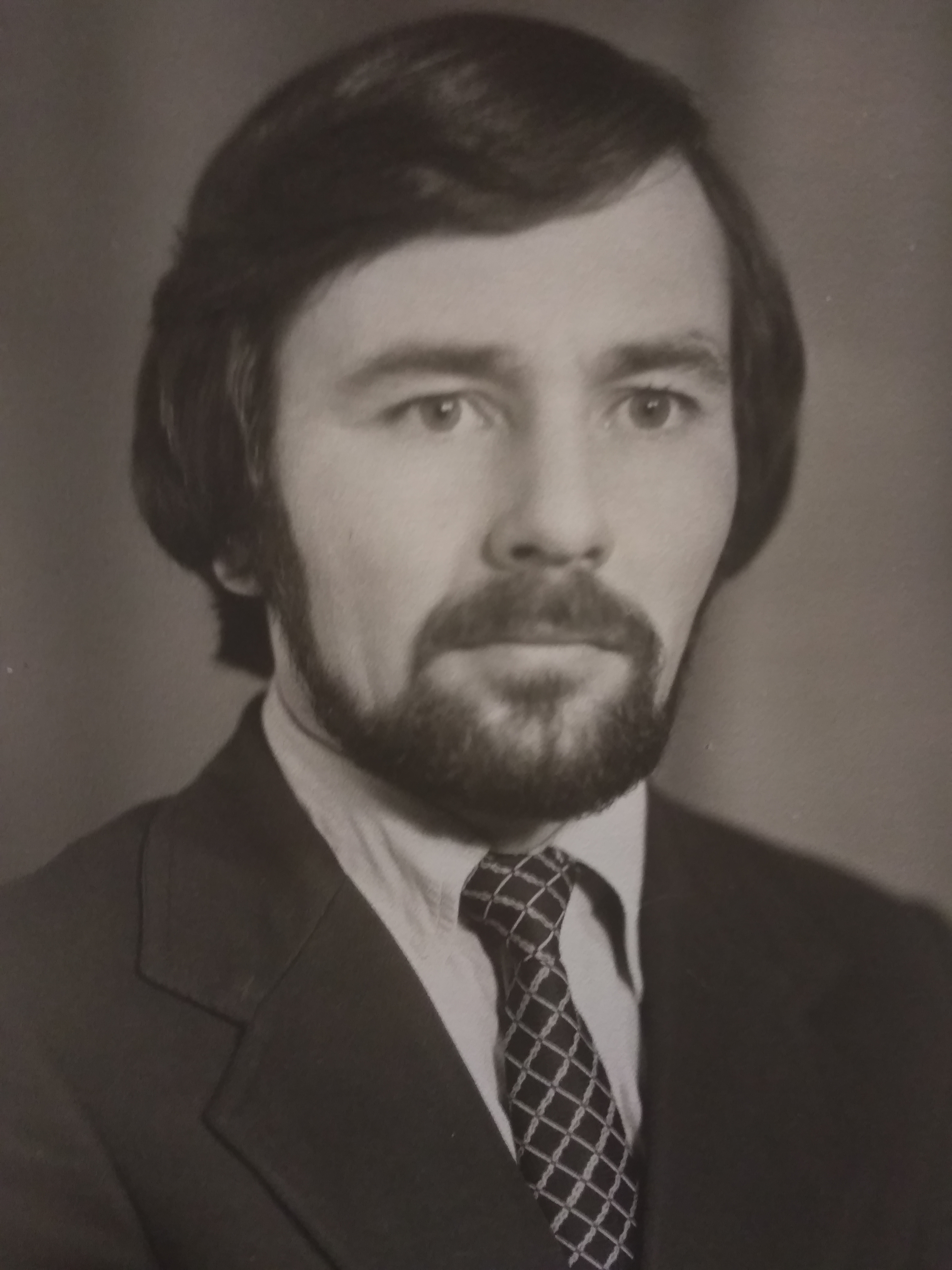
Попелюшко В.О. Фото 1981 року

Василь Олександрович Попелюшко (нар. 30 березня 1951, с. Доброгорща Хмельницького району Хмельницької області - пом. 7 червня 2023, м. Острог Рівненського району Рівненської Області) — доктор юридичних наук, професор, викладач, адвокат.

## Освіта
- Закінчив юридичний факультет Львівського державного університету ім. Івана Франка у 1976.
- У 1984 захистив кандидатську дисертацію.
- У 2009 захистив докторську дисертацію.

## Кар'єра
У квітні 1976 року був обраний народним суддею в Казахстані. У 1980 році вступає в аспірантуру заочної форми навчання Інституту держави і права Академії Наук СРСР та переходить на роботу в Україні в адвокатуру. Виступив одним з ініціаторів створення Спілки адвокатів України, є членом першого Правління Спілки адвокатів України, головою її комісії з питань майстерності. Занесений у Червону книгу адвокатури України.
Брав активну участь у відродженні та розбудові Острозької академії. У 1996 році став першим викладачем-організатором правничого факультету Національного університету «Острозька академія» де викладав будучи завідувачем Кафедри правосуддя та кримінально-правових дисциплін. У 2011 році Правничий факультет було перейменовано та реорганізовано в Інститут права ім. І. Малиновського, який з 2011 року до дня смертi очолював В. О. Попелюшко.
25 червня 2016 року Президент України Петро Порошенко підписав Указ № 276/2016 «Про відзначення державними нагородами України з нагоди Дня Конституції України», відповідно до якого В. О. Попелюшко отримав почесне звання «Заслужений юрист України» «за значний особистий внесок у державне будівництво, соціально-економічний, науково-технічний, культурно-освітній розвиток України, вагомі трудові здобутки та високий професіоналізм».

## Наукові інтереси
Коло наукових інтересів: проблеми кримінального процесу, кримінального права, адвокатури та судоустрою. Є автором близько 100 наукових публікацій, в тому числі низки монографій, навчальних посібників. З 2011 року — по 2018 рік директор Інституту права ім. І.Малиновського Національного університету «Острозька академія». Викладає в  Інституті права ім. І.Малиновського Національного університету «Острозька академія».

## Основні публікації

### Монографії
- Предмет доказування в кримінальному процесі (кримінально-процесуальні та кримінально-правові аспекти) / В. О. Попелюшко. – Острог: Видавництво Національного університету «Острозька академія», 2001. – 196 с.
- «Мала» судова реформа в Україні та захист прав громадян / В. О. Попелюшко. – Острог: Видавництво Національного університету «Острозька академія», 2003. – 123 с.
- Предмет захисту та його доказування в кримінальній справі: Монографія / В. О. Попелюшко. – К.: Прецедент, 2005. – 232 с.
- Функція захисту в кримінальному судочинстві України: правові, теоретичні та прикладні проблеми: Монографія / В. О. Попелюшко. — Острог: Видавництво Національного університету «Острозька академія», 2009. — 634 с.

### Навчальні та навчально-методичні посібники
- Судовий розгляд кримінальної справи. Навчальний посібник / В. О. Попелюшко. — Острог: Видавництво Національного університету «Острозька академія», 2003. — 192 с.
- Судовий розгляд кримінальної справи: Навчальний посібник / В. О. Попелюшко. — К.: Кондор, 2006. – 234 с.
- «Мала» судова реформа в Україні та захист прав громадян. Навчальний посібник / В. О. Попелюшко. — К.: Кондор, 2006. – 236 с.
- Форми кримінально-процесуальних документів: [посібник] / упоряд. В. О. Попелюшко, Л. Я. Стрельбіцька, О. П. Герасимчук; за заг. ред. В. О. Попелюшка. — К.: Прецедент, 2009. – 192 с.
- Проблеми кримінального процесу та захисту у кримінальній справі. Збірник наукових статей: [Навчальний посібник] / В. О. Попелюшко; Укладач: Аврамишин С. В. — Острог: Видавництво Національного університету «Острозька академія», 2008. – 400 с.
- Методичні рекомендації до написання студентських наукових робіт / О. П. Герасимчук, В. О. Попелюшко. — Острог: Національний університет «Острозька академія», 2011. – 44 с.